# Arte de Furtar
Monumento da prosa barroca, a Arte de Furtar, hoje dominantemente atribuída ao jesuíta Padre Manuel da Costa (1601-1667), é uma das obras literárias emblemáticas do período da Restauração e o ponto mais alto da literatura portuguesa de costumes dos séculos XVI a XVIII. A sua redacção ocorreu, como se depreende do texto, em 1652, ou seja, ainda em vida de D. João IV, ao qual foi oferecida pelo autor, embora só quase um século depois tenha sido impressa.

## Tema da obra
O título da obra inscreve-se ironicamente numa linhagem de Artes de propósito didáctico publicadas em Portugal na primeira metade do século XVII, sob os Filipes ou já sob D. João IV, como a Arte de Navegar (1606), a Arte de Canto-chão (1618), a Arte de Orar (1630) e sobretudo, pela maior proximidade cronológica e temática, a Arte de Reinar de António Carvalho de Parada (1643). Não ensina a roubar a Arte de Furtar, antes inventaria as numerosas formas de roubo e desmascara as múltiplas espécies de ladrões, para que os leitores deles se acautelem e o rei lhes dê "o castigo que merecem". A roubalheira e a corrupção eram tão gerais, segundo o autor, que ele não aceitava que ninguém lhe arguisse a obra, à excepção do rei e do príncipe herdeiro (D. Teodósio, que morreria em 1653 com 19 anos), já que todos os restantes lhe eram suspeitos. Assim, do clero à burguesia, passando pelos militares e pela nobreza, a todos vai o autor descobrindo as "unhas" e as "traças de ladrões", exceptuando convenientemente "os ministros que assistem a El-Rei" (ver excerto abaixo).
Os próprios reis, em geral, não seriam desprovidos de "unhas" com que roubar: "De três maneiras pode um rei ser ladrão. Primeira furtando a si mesmo. Segunda a seus vassalos. Terceira aos estranhos" (capítulo XV). Mas os exemplos que o autor fornece destas três modalidades de roubo real (gastos inúteis, tributação excessiva e guerras injustas) situa-os todos no reino de Castela, nunca em Portugal. Também a Inquisição — que, com licença do rei e do papa, se apoderava dos bens dos hereges, sobretudo dos judeus — é exemptada da acusação de roubo (capítulo XL). E no capítulo em que trata "Dos que furtam com unhas bentas", o autor evoca, mas para os desmentir, certos murmuradores que, por desdém, chamavam "Apanhia" a "certos servos de Deus" (a Companhia de Jesus), insinuando que "mandam olhar a gente para o Céu, enquanto lhe apanham a terra" (capítulo XXXIX).
Na verdade, a Arte de Furtar fala de algo mais do que o seu título sugere. Fala também de política, da qual o autor finge ter "poucos conhecimentos", mas de que traça uma genealogia diabólica (ver excerto). A crítica moralizante da "razão de Estado" denuncia o típico anti-maquiavelismo jesuíta na análise do fenómeno político. Decorria então a Guerra da Restauração, pelo que o assunto das relações de Portugal com Castela é igualmente tratado com todo o relevo. Ocupa-se ainda Manuel da Costa, pregador de ofício, da cobiça universal, da ganância desenfreada e insaciável que, segundo ele, começava nos indivíduos, que nunca se cansavam de perseguir riquezas, mercês, benesses e títulos, e acabava nas potências conquistadoras que, na ânsia de ouro e prata, por todo o mundo oprimiam, saqueavam e massacravam populações indefesas (visava Espanha, claramente, não tanto Portugal). É inevitável fazer o paralelo deste discurso moral com a verve do contemporâneo e confrade António Vieira, grande defensor dos índios e, como Manuel da Costa, crítico da escravatura e da pena de morte.

## Publicação e autoria
Aquela que é considerada a edição princeps da obra apresenta o seguinte título: Arte de Furtar,/ Espelho de Enganos,/ Theatro de Verdades,/ Mostrador de Horas Minguadas,/ Gazua Geral/ Dos Reynos de Portugal./ Offerecida a Elrey/ Nosso Senhor/ D. João IV./ Para Que A Emende. Indica seguidamente ter sido «Composta pelo/ Padre António Vieira,/ Zeloso da Patria» e impressa em «Amsterdam,/ na Officina Elvizeriana 1652». Todavia, a autoria da obra, o local e o ano de impressão, bem como o impressor aí indicados são falsos (a oficina tipográfica é duplamente falsa, pois o seu nome deveria correctamente escrever-se "Elzeviriana", mas tudo indica tratar-se dum erro propositado). De facto, o manuscrito, composto em 1652, manteve-se inédito durante mais de noventa anos, não sendo de excluir absolutamente que durante esse período possam ter sido feitas algumas cópias. A obra teve, enfim, a sua primeira impressão em 1743 ou 1744, em Lisboa, pelo livreiro genovês João Baptista Lerzo, dono de uma tipografia no sítio do Loreto, actual Largo de Camões.
O facto de a Arte de Furtar ter aparecido sob os ditos disfarces e de ter sido, segundo um testemunho coevo, "sub-repticiamente" impressa (isto é, ocultamente e sem as licenças necessárias), dá uma ideia do choque ainda causado pelo seu conteúdo um século depois de escrito, bem como dos obstáculos que o impressor teve que contornar para levar avante a sua publicação. Não que o conteúdo fosse ofensivo para D. João IV ou os seus sucessores (reinava D. João V quando a obra foi publicada). Os monarcas eram praticamente a única categoria de portugueses que o livro não acusava de roubo, antes os colocava nos píncaros. O tom da crítica e da denúncia era, porém, demasiado livre e ousado, arriscando-se a criar um precedente, se não mesmo a promover o género do libelo ou panfleto.
Foi tal o êxito da obra que pouco depois se seguiriam, ostentando já a data verdadeira de 1744, várias novas edições "emendadas de muitos erros", alegadamente impressas em Amesterdão, agora "na Oficina de Martinho Schagen", mas, na verdade, provenientes da mesma oficina lisboeta do genovês Lerzo. A autoria do Padre Manuel da Costa só em meados do século XX foi documentalmente estabelecida, embora continuassem a surgir, ocasionalmente, reticências a seu respeito.
Pouco tempo decorrido sobre a primeira edição da Arte de Furtar, foram publicados vários escritos, ora recusando a autoria de António Vieira, como uma anónima Carta apologética (1744), atribuída ao oratoriano Francisco José Freire (Cândido Lusitano), ora reafirmando-a, como a Dissertação apologética e dialogística, atribuída a Francisco Xavier dos Serafins Pitarra (1746). A este replicou ainda Francisco José Freire com Vieira defendido (1746). Refira-se como curiosidade, mas também como circunstância reveladora, que a Arte de Furtar foi proibida em Espanha por édito da Inquisição de Janeiro de 1755, onde se declara ser falsamente atribuída ao padre António Vieira, aliás morto havia meio século quando o livro entrou em circulação. «Passou depois para o corpo dos Índices Expurgatórios do mesmo Tribunal». A denúncia das "unhas" castelhanas teve certamente que ver com essa proibição. Não há notícia de que a Arte de Furtar tenha sido condenada pela Inquisição em Portugal, o que é muito significativo.
Admitia-se já no século XVIII poder ser Tomé Pinheiro da Veiga o autor de Arte de Furtar, contrariando a autoria do Padre António Vieira. Instalou-se depois a polémica, com sucessivas atribuições e contestações, mas continuou até ao século XX a prevalecer o nome de António Vieira, talvez por ser o mais susceptível de favorecer o êxito editorial. Além dos citados, foram sugeridos como possíveis autores João Pinto Ribeiro, Duarte Ribeiro de Macedo, António da Silva e Sousa, António de Sousa de Macedo e D. Francisco Manuel de Melo.
Finalmente, em 1940, foi avançado o nome, até então desconhecido no mundo das letras, do jesuíta Manuel da Costa, natural do Alentejo. O autor da descoberta foi o investigador jesuíta Francisco Rodrigues, que em Julho de 1940 apresentou uma memória ao Congresso do Mundo Português (que decorreu paralelamente à Exposição do Mundo Português), dada à estampa sob o título O Autor da Arte de Furtar. Resolução de um antigo problema (1941). Francisco Rodrigues encontrara em Roma, no arquivo central da Companhia de Jesus, uma informação enviada de Lisboa, coeva da feitura da Arte de Furtar (então ainda em manuscrito, mas já alegadamente "célebre" pelo seu conteúdo explosivo), em que a autoria do jesuíta Manuel da Costa era expressamente desvendada: «Compôs o P. Manuel da Costa uma Arte de Furtar, que deu a el-rei e foi coisa célebre neste reino...» Essa informação interna da Companhia, só parcialmente transcrita por Francisco Rodrigues, encerrava outras informações pessoais sobre o pouco ortodoxo Padre Manuel da Costa, cujo comportamento era denunciado pelo informador jesuíta de Lisboa, Francisco Valente, a um seu confrade em Roma. Segundo o remetente, o Padre Manuel da Costa beneficiava de uma grande condescendência, tanto no seio da Companhia como fora dela, por força de influentes relações e da aceitação de que usufruía junto do próprio rei D. João IV.

## Epílogo da polémica sobre a autoria
Não pararam na década de 1940 as especulações sobre a autoria da Arte de Furtar, devido à inicial má recepção do nome do Padre Manuel da Costa pelos estudiosos da questão. A revelação incompleta do documento de Roma por Francisco Rodrigues em 1941, bem como a impossibilidade de outros investigadores a ele acederem, explica em parte essa má aceitação. Veja-se a este respeito o estudo de J. Pereira Gomes, "Manuel da Costa, autor da Arte de Furtar" (1965), que revelou finalmente os trechos inéditos do dito documento, que tinham sido mantidos secretos para não enxovalharem a imagem da Companhia. Por outro lado, autores como o português Joaquim Ferreira (1942, 1945) e o brasileiro Afonso Pena Júnior (1944) não reconheciam ao obscuro jesuíta alentejano a qualidade literária, a veia polémica e satírica, bem como os conhecimentos necessários (militares, administrativos, económicos, jurídicos, etc.) para escrever obra crítica de tão grande vulto, preferindo-lhe as autorias de, respectivamente, Francisco Manuel de Melo e António de Sousa de Macedo. Estas hipotéticas autorias, porém, além de se excluírem mutuamente, não foram sustentadas desde então por nenhum documento coevo ou fidedigno e deixavam sem solução mais questões do que as que pretendiam resolver. Em compensação, as provas apresentadas pelo historiador Francisco Rodrigues revelaram-se credíveis, compatíveis e praticamente inatacáveis, sobretudo depois de completadas e reforçadas pelo estudo acima citado do jesuíta J. Pereira Gomes. As referências do autor da Arte de Furtar a factos por ele presenciados em Espanha, em Évora, no Algarve e na Madeira ficaram cabalmente explicadas com a atribuição da obra a Manuel da Costa, que comprovadamente residiu nesses locais nas datas precisas indicadas no livro.

## Apreciações daArte de Furtar
Obra "valiosíssima da literatura portuguesa, de cunho original, de estilo ameno e desenfastiado, instrutiva, clássica" — assim a qualificou o historiador jesuíta Francisco Rodrigues, que descobriu a sua verdadeira autoria. E acrescentava: "O autor, na sua veia satírica, umas vezes jocosa, outras acerada e cáustica, enquanto parece que expõe e ensina os processos e arte de furtar, informa elegante e adequadamente o leitor sobre a maneira de atalhar furtos e desarmar ladrões". Rodrigues não duvida de colocar o Padre Manuel da Costa, autor desta "obra patriótica", em lugar de honra entre os escritores da Restauração de Portugal.
Na sua História da Literatura Portuguesa, António José Saraiva e Óscar Lopes destacam na Arte de Furtar a "graça literária" e o alto "valor informativo", de que, segundo eles, só a Fastigímia de Tomé Pinheiro da Veiga se aproximaria no século XVII. A obra de Manuel da Costa, cuja autoria aceitam e corroboram, é para Saraiva e Lopes um depoimento literário muito completo da realidade social do tempo de D. João IV, em que "se espelham ao vivo todos os principais problemas em que se debatia a administração interna e todo o jogo das forças sociais" (idem). Destacam, ao lado da dimensão panfletária e crítica da obra, o "aspecto apologético, de claro apoio ao rei". Segundo eles, o livro conteria capítulos que "são autênticas súmulas para uso régio" (idem). Ao nível da descrição dos factos isolados e dos comportamentos sociais típicos, Saraiva e Lopes acham que o realismo da Arte de Furtar é imbatível, superando de muito o melhor dos Apólogos Dialogais (de Francisco Manuel de Melo), e acrescentam: "Possivelmente, nenhum panfleto da nossa literatura o iguala" (idem).

## Excertos da obra
- SOBRE A HONRADEZ DOS MINISTROS DE D. JOÃO IV:

«Grande louvor merecem [...] todos os ministros que assistem El-Rei nosso Senhor, porque vemos que tudo o que possuem, com não ser muito, é mais para o servirem, que para o lograrem. Nem se pode dizer de Sua Magestade, que Deus guarde, que tem validos mais que dois, que se chamam Verdade e Merecimento.»
- SOBRE A POLÍTICA:

«Todos falam na política, muitos compõem livros dela, e no cabo nenhum a viu, nem sabe de que cor é. E atrevo-me a afirmar isto assim, porque, com eu ter poucos conhecimentos dela, sei que é uma má peça, e que a estimam e aplaudem, como se fora boa; o que não fariam bons entendimentos, se a conheceram de pais e avós, tais, que quem lhos souber, mal poderá ter por bom o fruto que nasceu de tão más plantas. E para que não nos detenhamos em coisa trilhada, é de saber que no tempo em que Herodes matou os inocentes, deu um catarro tão grande no Diabo, que o fez vomitar peçonha; e desta se gerou um monstro, assim como nascem ratos ex materia putridi, ao qual chamaram os críticos Razão de Estado. E esta senhora saiu tão presumida, que tratou de casar, e seu pai a desposou com um mancebo robusto e de más manhas, que havia por nome Amor Próprio, filho bastardo da primeira desobediência. De ambos nasceu uma filha a que chamaram Dona Política. Dotaram-na de sagacidade hereditária e modéstia postiça. Criou-se nas cortes de grandes príncipes, embrulhou-os a todos. Teve por aios o Maquiavelo, Pelágio, Calvino, Lutero e outros doutores desta qualidade, com cuja doutrina se fez tão viciosa, que dela nasceram todas as seitas e heresias que hoje abrasam o mundo. E eis aqui quem é a senhora Dona Política».